# Tapeinidium oligophlebium
Tapeinidium oligophlebium là một loài thực vật có mạch trong họ Dennstaedtiaceae. Loài này được (Baker) C. Chr. miêu tả khoa học đầu tiên năm 1906.